# نظریه شخصیت گروه خونی

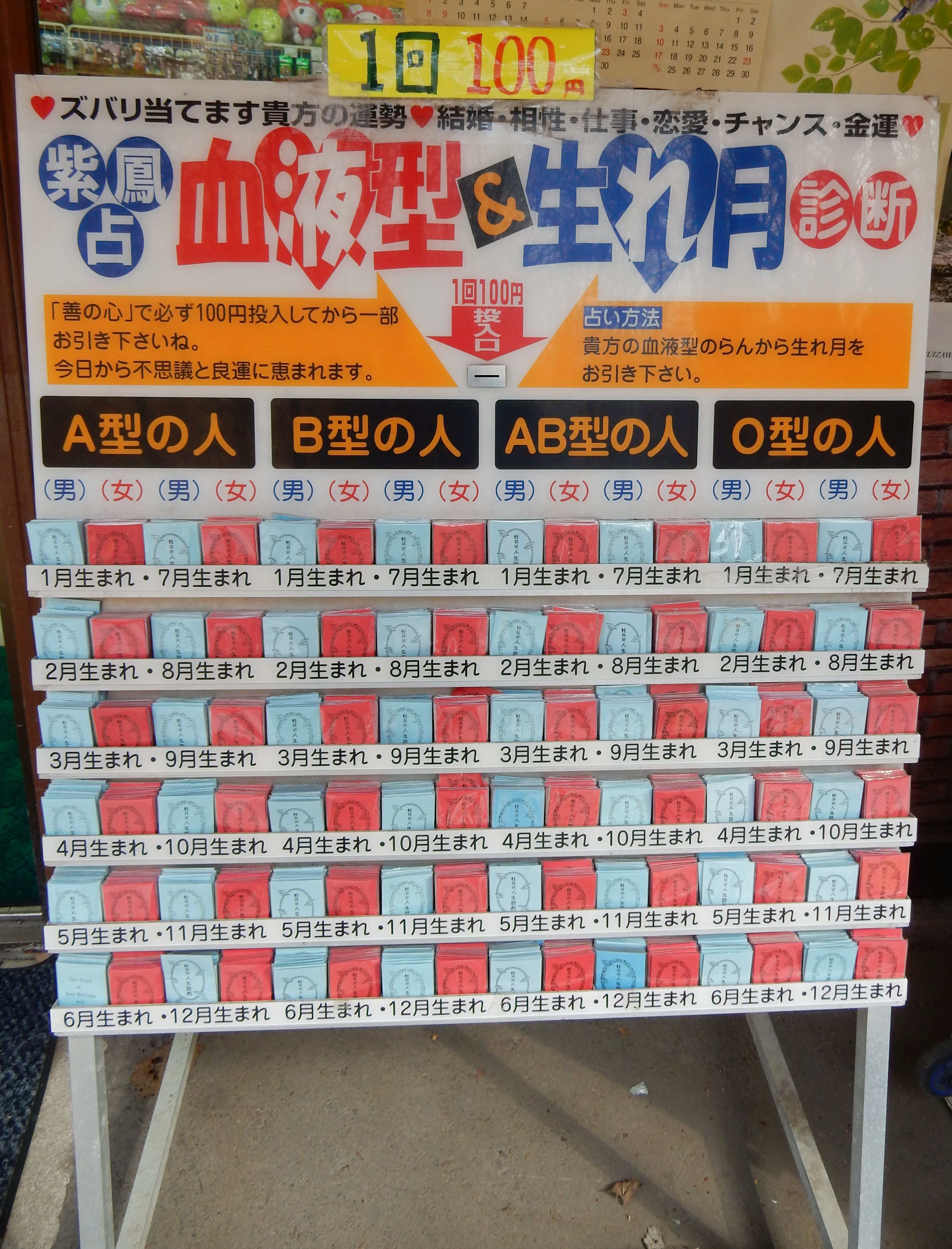
کارت‌های فال گروه خونی در ژاپن

نظریه شخصیت گروه خونی یک باور شبه‌علم است که در ژاپن رایج است و بیان می‌کند که سیستم گروه خونی ABO یک فرد پیش‌بینی‌کننده شخصیت، خلق و خو و سازگاری یک فرد با دیگران است. این نظریه عموماً توسط جامعه علمی یک خرافات در نظر گرفته می‌شود.
یکی از دلایلی که ژاپن نظریه شاخص شخصیت گروه خونی را توسعه داد، در واکنش به ادعای دانشمند آلمانی امیل فون دانگرن بود که می‌گفت افراد گروه خونی B پست‌تر هستند. این باور عمومی از انتشارات ماساهیکو نومی در دهه ۱۹۷۰ سرچشمه می‌گیرد.
اگرچه برخی از فرضیه‌های پزشکی در حمایت از نظریه شخصیت گروه خونی ارائه شده است، جامعه علمی عموماً نظریه‌های شخصیتی گروه خونی را به دلیل فقدان شواهد یا معیارهای قابل آزمایش، به عنوان خرافات یا شبه علم رد می‌کند. اگرچه تحقیقات در مورد ارتباط علی بین گروه خون و شخصیت محدود است، اکثر مطالعات مدرن هیچ ارتباط آماری معنی‌داری بین این دو نشان نمی‌دهند.
برخی از مطالعات نشان می‌دهد که رابطه آماری معنی داری بین گروه خونی و شخصیت وجود دارد، اگرچه مشخص نیست که آیا این فقط به دلیل یک پیشگویی خودکام‌بخش است.

## نمای کلی
طبق باور عمومی، افراد دارای گروه خونی A دوستانه و مهربان، افراد دارای گروه B خودجوش و خلاق و افراد دارای گروه O دارای اعتماد به نفس و پرخاشگر هستند. در توسعه منطقی این سیستم، آنهایی که نوع AB دارند ترکیبی از صفات کلیشه ای A و B هستند.

## تاریخ
این ایده که ویژگی‌های شخصیتی از طریق خون به ارث رسیده‌اند به زمان ارسطو برمی‌گردد. بقراط همچنین به دنبال پیوند دادن شخصیت از نظر بیولوژیکی بود، و صفات را با خلط‌های چهارگانه - خوفناک، بلغمی، وبا، و مالیخولیایی پیوند می‌داد. در سال ۱۹۲۶، هایاشی هیرانو و تومیتا یاجیما مقاله گروه خونی مرتبط با بیولوژیک" را در "مجله پزشکی ارتش" منتشر کردند.

### تاکجی فوروکاوا
در سال ۱۹۲۷، تاکجی فوروکاوا، استاد مدرسه معلمان زنان توکیو، مقاله خود را با عنوان «مطالعه خلق و خو از طریق گروه خون» در مجله علمی «پژوهش روان‌شناسی» منتشر کرد. این ایده به‌سرعت با وجود نداشتن اعتبار فوروکاوا در میان مردم ژاپن مطرح شد و دولت نظامی آن زمان مطالعه‌ای را با هدف پرورش سربازان ایده‌آل سفارش داد. در این مطالعه از ۱۰ تا ۲۰ نفر برای تحقیق استفاده شد. در نتیجه نمی‌تواند الزامات آماری را برای تعمیم نتایج به جامعه گسترده‌تر برآورده کند.
از طرفی فیشر در سال ۱۹۳۴ برای اولین بار آزمون مربع کای را که در حال حاضر بسیار محبوب است، اعلام کرد. چندین محقق گفتند که تفاوت‌های آماری معنی داری در تجزیه و تحلیل کارهای ژاپنی انجام شده در آن زمان پیدا کردند.
در مطالعه دیگری، Furukawa توزیع گروه‌های خونی را در بین دو گروه قومی مقایسه کرد: بومیان تایوانها در تایوان و قوم آینو (ژاپن) از هوکایدو. به نظر می‌رسد انگیزه او برای مطالعه از یک حادثه سیاسی ناشی شده باشد: پس از اشغال تایوان توسط ژاپنی‌ها به دنبال نخستین جنگ چین و ژاپن، ساکنان سرسخت در برابر اشغالگران خود مقاومت کردند. شورش‌های سال‌های ۱۹۳۰ و ۱۹۳۱ منجر به کشته شدن صدها شهرک‌نشین ژاپنی شد.
هدف از مطالعات فوروکاوا «نفوذ در ماهیت ویژگی‌های نژادی تایوانی‌هایی بود که اخیراً شورش کرده‌اند و رفتار بی‌رحمانه‌ای داشتند.» بر اساس یافته‌ها مبنی بر اینکه ۴۱٫۲ درصد از نمونه‌های تایوانی دارای گروه خونی O بودند، فوروکاوا فرض کرد که سرکشی تایوانی‌ها ژنتیکی است. استدلال او با این واقعیت پشتیبانی می‌شود که در میان آینوها، که خلق و خوی آنها مطیع توصیف می‌شد، تنها ۲۳٫۸٪ از آنها نوع O هستند. در نتیجه، فوروکاوا پیشنهاد کرد که ژاپنی‌ها باید ازدواج‌های مختلط با تایوانی‌ها را افزایش دهند تا تعداد تایوانی‌های دارای گروه خونی O را کاهش دهند.